# Теннис на летних юношеских Олимпийских играх 2018
Соревнования по теннису на летних юношеских Олимпийских играх 2018 года прошли с 7 по 14 октября в парке Lawn Tennis Club в Буэнос-Айресе, столице Аргентины. Были разыграны 5 комплектов наград: у юношей и девушек в одиночных и парных разрядах, а также прошли соревнования в миксте. В соревнованиях, согласно правилам, приняли участие спортсмены, рождённые с 1 января 2000 года по 31 декабря 2003 года.

## История
Теннис — постоянный вид программы юношеских Олимпиад, который дебютировал на I Играх в Сингапуре.
По сравнению с предыдущей Олимпиадой 2014 года программа соревнований осталась прежней. Соревнования будут проводиться в пяти разрядах.

## Квалификация
Каждый Национальный олимпийский комитет (НОК) может заявить спортсменов не более чем в 4 соревнованиях, по 2 на каждый пол. На правах страны-организатора Аргентине предоставили 2 квоты, по одной для каждого пола, по 3 квоты на каждый пол распределились трехсторонней комиссией.
Оставшиеся 56 мест определены Всемирным юниорским рейтингом ITF, рейтингом ATP, обновлённым рейтингом WTA 16 июля 2018 года. Первые 12 мест для каждого пола достанутся спортсменам, занявшим первое место в мировом рейтинге ITF. Следующие 10 мест по полу достанутся любому подходящему спортсмену, занявшему 450-е место в рейтинге АТР для юношей и 200-е место в рейтинге WTA для девушек. Если некоторые квоты останутся, то они будут перераспределены среди лучших спортсменов в рейтинге ITF World Junior. Остальные 6 мест по полу достанутся лучшим спортсменам из мирового юниорского рейтинга ITF от любой из шести региональных ассоциаций, которые ещё не представлены.
Для участия в юношеских Олимпийских играх спортсмены должны родиться в период с 1 января 2000 года по 31 декабря 2003 года. Кроме того, все квалифицированные игроки будут участвовать в парном и смешанном парном разрядах.
Общее число спортсменов, которые выступят на соревнованиях, было определено Международным олимпийским комитетом и составляет 64 человека (32 юноши и 32 девушки).

## Календарь
| ЦО | Церемония открытия | ● | Квалификации | 2 | Финалы соревнований | ЦЗ | Церемония закрытия |

| Октябрь | 06 Сб | 07 Вс | 08 Пн | 09 Вт | 10 Ср | 11 Чт | 12 Пт | 13 Сб | 14 Вс | 15 Пн | 16 Вт | 17 Ср | 18 Чт | Соревнования |
| ------- | ----- | ----- | ----- | ----- | ----- | ----- | ----- | ----- | ----- | ----- | ----- | ----- | ----- | ------------ |
| Теннис  | ●     | ●     | ●     | ●     | ●     | ●     | ●     | 2     | 3     |       |       |       | ●     | 5            |

## Медалисты
Сокращения: WYB — высшее мировое достижение среди юношей

### Одиночные турниры
| Категория             | Золото             | Серебро                       | Бронза                               |
| Юноши см. подробнее   | Юго Гастон Франция | Факундо Диас Акоста Аргентина | Жилберт Соареш Клир Джуниор Бразилия |
| Девушки см. подробнее | Кайя Юван Словения | Клара Бюрель Франция          | Камила Осорио Колумбия               |

### Парные турниры
| Категория             | Золото                                                 | Серебро                                           | Бронза                                  |
| Юноши см. подробнее   | Себастьян Баэс Аргентина Факундо Диас Акоста Аргентина | Адриан Андреев Болгария Ринки Хидзиката Австралия | Юго Гастон Франция Клеман Табюр Франция |
| Девушки см. подробнее | Кайя Юван Словения Ига Свёнтек Польша                  | Юки Наито Япония Нахо Сато Япония                 | Ван Синьюй Китай Ван Сиюй Китай         |
| Микст см. подробнее   | Юки Наито Япония Наоки Тадзима Япония                  | Камила Осорио Колумбия Николас Мехия Колумбия     | Клара Бюрель Франция Юго Гастон Франция |